# Клей Фелкер
Клей Фелкер (англ. Clay Schuette Felker; 2 жовтня 1925 – 1 липня 2008) — американський журналіст і редактор.
Фелкер заснував New York Magazine в 1968 році, перетворивши недільний додаток до газети New York Herald Tribune в самостійний журнал.
Крім New York Magazine Фелкер заснував газету New West. Також він перетворив куплене ним в 1974 році видання Village Voice.
У 1977 році компанія New York Magazine, що видає всі вищезгадані видання, була шляхом недружнього поглинання придбана медіамагнатом Рупертом Мердоком. Фелкер на знак протесту залишив посаду головного редактора New York Magazine. Після цього він до 1981 року працював у журналі Esquire.
Останніми роками Фелкер хворів на рак горла.